# Lobulia fortis
Lobulia fortis — вид сцинкоподібних ящірок родини сцинкових (Scincidae). Ендемік Папуа Нової Гвінеї. Описаний у 2021 році.

## Поширення і екологія
Lobulia fortis відомі з типової місцевості, розташованої на північних схилах гори Стронг в провінції Моробе, на висоті 1733 м над рівнем моря.